# Heleen Peerenboom
Anna Hélène Wilhelmina (Heleen) Peerenboom (Haarlem, 4 februari 1980) is een voormalige Nederlands waterpolospeelster.
Heleen Peerenboom nam eenmaal deel aan de Olympische Spelen, in 2000. Ze eindigde met het Nederlands team op de vierde plaats. In de competitie kwam Peerenboom uit voor Rapido'82 uit Haarlem en Brandenburg uit Bilthoven.
In 2004 trouwde ze en samen met haar man kregen ze vier kinderen.
Gillian van den Berg · 
Karla van der Boon · 
Hellen Boering · 
Daniëlle de Bruijn · 
Edmée Hiemstra · 
Karin Kuipers · 
Ingrid Leijendekker · 
Patricia Libregts · 
Mirjam Overdam · 
Heleen Peerenboom · 
Carla Quint · 
Marjan op den Velde · 
Ellen van der Weijden-Bast